# Фернандес, Бальтасар
Капитан Бальтасар Фернандес (порт. Baltasar Fernandes; ок. 1580 — ок. 1667) — бразильский колонист, бандейрант, путешественник, основатель города Сорокаба (в 1654).

## Биография
Португальского происхождения. Его брат Доминго был основателем г. Иту, а другой брат Андре — г. Сантана-ди-Парнаиба. Начинал как бандейрант, участвовал, а позже организовывал экспедиции на удаленные от побережья территории португальских колоний в Америке, побывал на р. Арагуая и р. Парагвай). Его целью были рабы для работы на полях. Владел землями в Риу-Гранди-ду-Сул, в 1637—1639 годах на него трудились около 400 рабов-аборигенов.
15 августа 1654 года он с сыном и своей семьей, несколькими участниками очередной экспедиции и сотнями пленных местных рабов основали поселение Сорокаба. Фернандес построил дом на берегу реки Сорокаба и часовне, известную сегодня как столичный собор Сорокабы.
21 апреля 1660 года он подарил землю, плантации и местных рабов монахам-бенедиктинцам. Позже это послужило основой для возникновения монастыря Святого Бенедикта (Mosteiro de São Bento). Такое отношение Б. Фернандеса к католической церкви, безусловно, связано с тем, что ему необходимо было скрыть своё еврейское происхождение. По словам историка Аниты Новинской, Бальтасар Фернандес, как и многие другие бандейранты, были евреями, «новыми христианами».
В 1661 году Б. Фернандес отправился в Сан-Паулу, с прощением к генерал-губернатору Сальвадору де Са предоставить поселению статус города (вилла в то время). Губернатор удовлетворил его просьбу, и 3 марта 1661 года Сорокаба стал именоваться Вилла (или город). Полное его название — Vila de Nossa Senhora da Ponte de Sorocaba.

## Память
- В честь основателя города в г. Сорокаба Б. Фернандесу установлен памятник.
- В 1954 году почта Бразилии выпустила почтовую марку, посвящённую 300-летию основания г. Сорокаба с его изображением.